# أنطوان شكري لورنس
أنطوان شكري لورنس هو باحث ومترجم مسرحي فلسطيني ولد عام 1878 في القدس. درس الإبتدائية في مدرسة الفرانسيسكان، ونال على الثانوية من الفرير في القدس عام 1911. عمل في التعليم في كلية الفرير وكان من طلابه الحاج أمين الحسيني مفتي فلسطين وعيسى البندك صاحب جريدة (صوت الشعب) التي كانت تصدر في بيت لحم، ثم عمل في التجارة.

## إنجازاته وأعماله
- نشر العديد من المقالات في مجلة (النفائس العصرية) قبل عام 1948 مثل:
- أرباب التجارة في الشرق.
- بقاء الأفضل في الخامس عشر من شباط عــام 1920.
- قصة (خطيبة مصارع الثيران) التي نشرها في الخامس عشر من آذار عام 1920.
- مقالة (عادات وأخلاق) التي نشرها في 15 كانون الثاني عام 1920.
- كتب كتاب (تاريخ فلسطين من أقدم الأزمنة إلى يومنا هذا) عام 1934.[3]
- كتب (عظام الماضي) كتاب مشترك صدر عام 1936.[4]
- أنشأ مكتبة في القدس عام 1923.
- أنشأ المطبعة العصرية في القدس عام 1930.[5]
- ترجم (اللغات الآرامية وآدابها) عام 1930.[6]
- ساهم كثيرًا في ترجمة المؤلّفات الأجنبية من الإنجليزية والفرنسية، والتي شكلت دافعًا للمسرحيين في ذلك الوقت من أجل تمثيلها، مثل: مسرحية ملك المطابق.
- شارك في اجتماع جميع ممثلي الفرق التمثيلية العربية في القدس لتأليف نقابة الممثلين الفلسطينيين عام 1942.